# Chilchutiuca
Chilchutiuca är en ort i Mexiko.   Den ligger i kommunen Santiago Tuxtla och delstaten Veracruz, i den sydöstra delen av landet, 400 km öster om huvudstaden Mexico City. Chilchutiuca ligger 117 meter över havet och antalet invånare är 371.
Terrängen runt Chilchutiuca är platt åt sydväst, men åt nordost är den kuperad. Runt Chilchutiuca är det ganska tätbefolkat, med 111 invånare per kvadratkilometer. Närmaste större samhälle är San Andres Tuxtla, 11,9 km öster om Chilchutiuca. Omgivningarna runt Chilchutiuca är en mosaik av jordbruksmark och naturlig växtlighet.